# Moritz Milatz
Moritz Milatz (ur. 24 czerwca 1982 we Fryburgu Bryzgowijskim) – niemiecki kolarz górski i szosowy, wicemistrz świata i brązowy medalista mistrzostw Europy w maratonie MTB oraz dwukrotny medalista mistrzostw Europy MTB.

## Kariera
Największy sukces w karierze Moritz Milatz osiągnął w 2012 roku, kiedy zdobył srebrny medal w maratonie MTB podczas mistrzostw świata w maratonie MTB w Ornans. W zawodach tych wyprzedził go jedynie Grek Periklis Ilias, a trzecie miejsce zajął Czech Kristian Hynek. W 2012 roku został także mistrzem Europy w cross-country, a na igrzyskach olimpijskich w Londynie w tej samej konkurencji zajął 33. miejsce. Podczas mistrzostw Europy w maratonie MTB w 2007 roku Milatz wywalczył brązowy medal, a rok później zajął szesnastą pozycję na igrzyskach w Pekinie. Ponadto w 2004 roku był wicemistrzem Europy w sztafecie, a dwa lata później został mistrzem Niemiec w cross-country. Nigdy nie zdobył medalu na szosowych mistrzostwach świata.